# Dicranocephalus

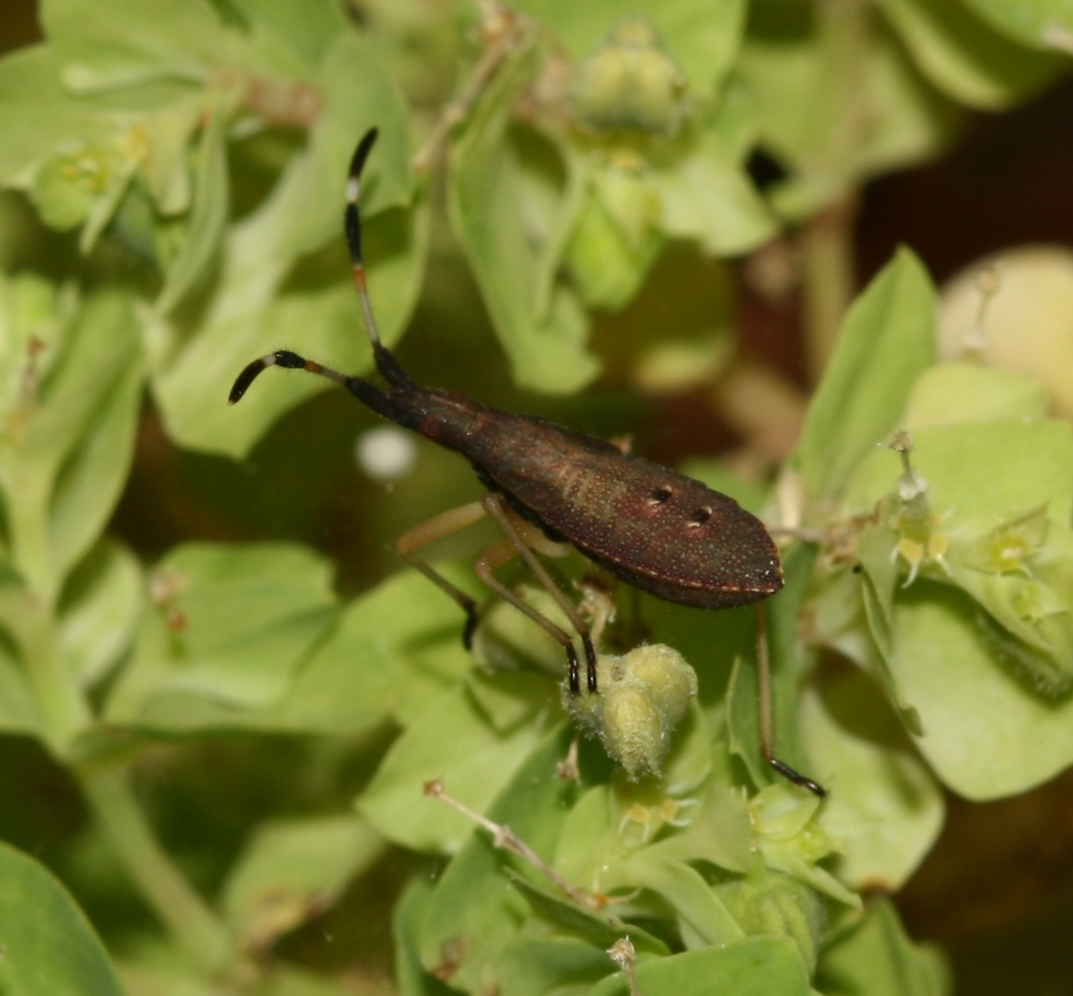
Nymphe einer Dicranocephalus-Art

Dicranocephalus ist die einzige Gattung der Familie Stenocephalidae innerhalb der Wanzen-Teilordnung Pentatomomorpha. Die Wanzen werden im Deutschen teilweise auch als „Wolfsmilchwanzen“ bezeichnet. Manche Autoren vertreten die Ansicht, dass die Familie Stenocephalidae eine weitere Gattung, Psotilnus, und insgesamt 30 bis 36 Arten umfasst. Moulet (1995) synonymisierte diese Gattung mit Dicranocephalus und reduzierte die Artenanzahl auf Grund von Synonymie auf 16. Diese Betrachtungsweise ist jedoch nicht unumstritten und wurde etwa von Tshernova nicht geteilt, der die Synonymisierungen 1996 wieder rückgängig machte. Die Diskrepanz ergibt sich vor allem in der Betrachtung von Dicranocephalus agilis, bei der es sich entweder um einen Artkomplex, oder eine weit verbreitete, polymorphe Art handelt. 5 Arten kommen in Europa vor, 3 davon in Mitteleuropa.

## Merkmale
Die Wanzen werden 8 bis 15 Millimeter lang und haben einen verhältnismäßig schlanken, langgestreckten Körper mit parallelen Seitenrändern. Sie sind braun bis gelb gefärbt und sehen Randwanzen (Coreidae) sehr ähnlich.
Der Kopf ist langgestreckt und annähernd dreieckig. Die Punktaugen (Ocelli) liegen nahe am trapezförmigen Pronotum. Die Bucculae, die die Schnabelrinne seitlich begrenzenden Wangenplatten, sind kurz und flach ausgezogen, die Mandibeln reichen über die Stirnplatte (Clypeus) hinaus. Die Fühler sind viergliedrig. Die Membranen der Hemielytren sind undurchsichtig und haben eine große und eine kleine basale Zelle, von denen eine Reihe von Längsadern entspringen. Am Metathorax sind Duftdrüsenöffnungen ausgebildet. Die Stigmen am Hinterleib befinden sich alle ventral. Innere Laterotergite sind ausgebildet. Am fünften und sechsten Sternum am Hinterleib befinden lateral Trichobothria, die vor den Stigmen gruppiert angeordnet sind. Bei den Weibchen ist das siebte Hinterleibssternit komplett geteilt und ihr Ovipositor ist zerschlitzt (laciniat), wobei die dritten Valvulae fehlen. Bei den Männchen ist die Spermatheca sklerotisiert und hat apikal einen kugeligen Bulbus. Die Nymphen haben ihre Duftdrüsenöffnungen am Hinterleib jeweils zwischen dem vierten bis sechsten Tergum.
Die Eier sind langgestreckt und haben vier bis neun Mikropylarfortsätze, die am vorderen Pol gruppiert sind.

## Verbreitung
Die Familie hat ihren Verbreitungsschwerpunkt in den Tropen und Subtropen der östlichen Hemisphäre einschließlich Australien. Mehrere Arten kommen aber auch in den gemäßigten Breiten der Paläarktis vor. Eine Art, Dicranocephalus insularis, galt als Endemit der Galapagosinseln, wurde dort allerdings trotz genauer Suche nicht mehr wiedergefunden und für sehr selten oder ausgestorben betrachtet. Es wird allerdings mittlerweile vermutet, dass sie mit einer Art mit nordafrikanischer und südasiatischer Verbreitung (Dicranocephalus bianchii) konspezifisch ist (es sich also um nur eine Art handelt) und tatsächlich auf Galapagos spätestens Anfang des 19. Jahrhunderts durch den Menschen eingeschleppt wurde. D. bianchii wäre dementsprechend als jüngeres Taxon zu synonymisieren.

## Lebensweise
Die Lebensweise der Wanzen ist kaum bekannt. Sie ernähren sich phytophag an höheren Pflanzen. Sie werden regelmäßig von verschiedenen Arten von Wolfsmilchgewächsen (Euphorbiaceae), vor allem der Gattung Wolfsmilch (Euphorbia) gekeschert, auf denen sie sich auch reproduzieren. Die Weibchen legen ihre Eier trotz ihres zerschlitzten (laciniaten) Ovipositors auf der Oberfläche der Stängel und nicht in das Pflanzengewebe ab. Es gibt jedoch auch polyphage Arten, die sich neben Wolfsmilchgewächsen auch von einer großen Bandbreite anderer Pflanzenarten aus den Familien der Berberitzengewächse (Berberidaceae), Zypressengewächse (Cupressaceae), Kieferngewächse (Pinaceae) und Rosengewächse (Rosaceae) ernähren. Die europäischen Arten überwintern unter Steinen.

## Taxonomie und Systematik
Pierre André Latreille erkannte der Gruppe 1825 erstmals den Familienstatus zu. Dieser Ansicht folgten auch weitere Autoren, wie etwa William Sweetland Dallas 1852 oder Douglas & Scott 1865. Carl Stål (1872) und beispielsweise auch Puton (1881) folgten dieser Ansicht jedoch nicht und betrachteten die Gruppe als Tribus Stenocephalini der Krummfühlerwanzen (Alydidae). Schließlich zeigte Scudder 1957 bei der Untersuchung der verwandtschaftlichen Stellung der Gattung Dicranocephalus, dass der Gruppe der Familienrang gebührt. Dieser Ansicht schlossen sich in weiterer Folge sämtliche namhaften Autoren bis heute an. Die verwandtschaftliche Stellung der Familie zu anderen Wanzenfamilien wurde kontrovers diskutiert, da sie Merkmale sowohl der Coreoidea (insbesondere das äußere Erscheinungsbild der Nymphen, die Form des männlichen Phallus und vierlobige primäre Speicheldrüse) als auch der Lygaeoidea (Bau des Ovipositors, der Spermatheka und der Eier) aufweist. Henry kam in seiner Revision der Pentatomomorpha mit Schwerpunkt der Lygaeoidea im Jahr 1997 zum Schluss, dass die Familie auf Grund der kurzen Bucculae und der getrennten dorsalen Duftdrüsenöffnungen am Hinterleib der Überfamilie Coreoidea zuzuordnen ist und sie die Schwestergruppe der Hyocephalidae ist. Dies begründet er mit den oberhalb der Facettenaugen eingelenkten (supericornen) Fühler und der Beweglichkeit des achten Paratergits.
In Europa kommen folgende Arten vor:
- Dicranocephalus agilis (Scopoli, 1763)
- Dicranocephalus albipes (Fabricius, 1781)
- Dicranocephalus marginicollis (Puton, 1881)
- Dicranocephalus medius (Mulsant & Rey, 1870)
- Dicranocephalus setulosus (Ferrari, 1874)

## Belege